# Daniel Landquist

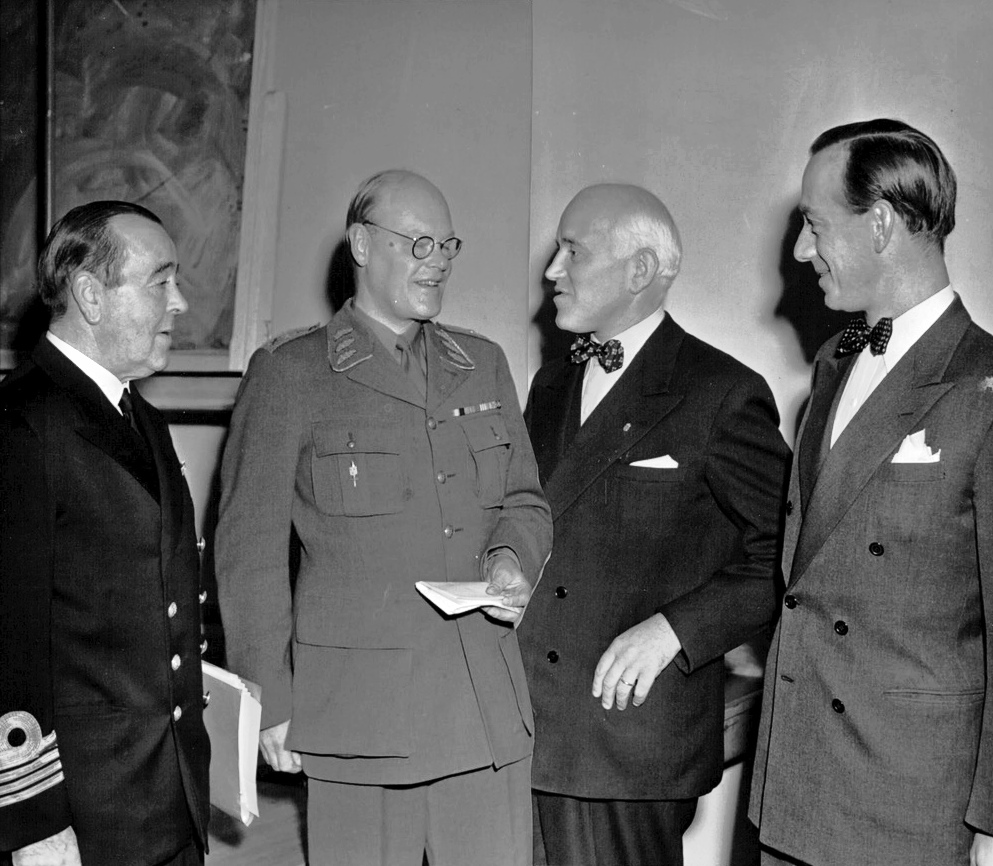
Kommendör Daniel Landquist och generallöjtnant Richard Åkerman öppnar den första "kursen för högre försvarsstudier" i oktober 1951.

Axel Daniel Landquist, den född den 20 augusti 1891 i Katarina församling i Stockholm, död den 7 oktober 1962 i Skeppsholms församling i Stockholm, var en svensk sjömilitär och militär skriftställare, son till Axel Landquist och bror till John Landquist och Ellen Landquist.
Landquist blev underlöjtnant vid flottan 1911, löjtnant 1915 och kapten där 1920, kommendörkapten av andra graden 1937, av första graden 1939 och kommendör 1942. Han var lärare vid Kungliga Sjökrigshögskolan 1931–1939, samt dess chef 1947–1951; avdelningschef i marinstaben 1937–1940, sektionschef i försvarsstaben 1942–1945, eskaderchef i Göteborg 1945–1946, i Stockholm 1946–1947, adjutant hos kungen 1937, överadjutant 1942; militärt sakkunnig vid internationella Röda Korskonferensen i Genève 1949. Han blev ledamot av Örlogsmannasällskapet 1923 och av Krigsvetenskapsakademien 1941. 
Efter pensioneringen deltog han i organiserandet av en kurs i högre försvarsstudier hösten 1951, vilket följande år ledde till bildandet av Försvarshögskolan.
Flitig skriftställare på det sjömilitära området, författade han bland annat, utöver tidskriftsuppsatser, varibland Sjömaktens inflytande på Sveriges historia (i Tidskrift i sjöväsendet, 1914), och artiklar i Nordisk familjebok, Flottan och dess bemanning (1913), Dardanellföretaget (1916), Den tyska ostasiatiska eskaderns öden under världskriget 1914–1915 (1918), Världskriget till sjöss, del 2 (1919), Flygvapnet och vårt sjöförsvar (tillsammans med Egmont Tornberg 1924), Sjöfarten och sjöförsvaret (1931), Några av sjöstrategiens grunder (1935) och Förspelet till andra världskriget (1958).
Landquist utnämndes 1949 till kommendör av första klassen av Svärdsorden.